# Список монархів Швеції

## Нумерація
Традиційна нумерація шведських королів бере свій початок з XVI століття, коли історик Іоанн Магнус придумав 6 Карлів і 5 Еріків. Перший реально історичний Карл — Карл VII Сверкерссон, перший Ерік — Ерік VI Переможець.

## Міфічні правителі
- Гюльві
- Одін
- Ньйорд
- Інгві — (Фрейр)
- Фйольнір (згідно «Пісні про Гротті» — сучасник Октавіана Августа, друга половина I ст. до н. е.)
- Свейгдір (I ст.)
- Ванланді
- Вісбур
- Домальді (II ст.)
- Домар
- Дюггві, сер. III ст.
- Даг Мудрий, 2-а по. III ст.
- Агні, поч. IV;
- Алрік і Ерік
- Інгві і Альв, сер. IV — 380;
- Гуглейк, 380–399;
- Гакі, 400–402;
- Йорунд, 402–440;
- Аун Старий, 440–480;

## Легендарні конунги

### Династія Інглінгів
- Егіл, 480–515;
- Оттар Вендельський Ворон, 515–520;
- Адільс, 520–575;
- Йостен, 575–600;
- Сьйольве, 600–615;
- Інгвар Високий, 615–620;
- Анунд I Першопоселенець, 620–640;
- Інг'яльд Підступний, 640–650;

### Династія Скйольдунгів
- Івар Широкі Обійми, 650–695;
- Гаральд Боєзуб, 695–735;
- Сігурд Перстень, 735–756;
- Рагнар Лодброк, 756–794;

### Династія Мунсе
- Бйорн Залізнобокий, 794–805;
- Ерік Бйорнссон, 805–810;
- Рефіл Бйорнссон, 805–810;
- Ерік Рефілссон, 810–829;
- Бйорн Гогський, 829–845;
- Анунд II Уппсальський, 829–845;
- Улоф I Бйорнссон, 840–855;
- Ерік IV Анундссон, 855–882;
- Ерік Ведергатт (середина IX ст.), Можливо, він же Ерік IV Емундсен;
- Рінг Ерікссон, 882–910;
- Бйорн III Старий, 910–950;
- Ерік V Рінгссон, 940–950;
- Емунд I Рінгссон, 940–950;
- Емунд Ерікссон, 950–970;
- Улоф II Бйорнссон, 970–975;
- Ерік VI Переможець, 970—975.

## Історичні королі

### Династія Мунсйо
- Ерік VI Переможець, 975—995;
- Улоф III Шетконунг, 995—1022;
- Анунд III Якоб, 1022—1050;
- Емунд III Старий, 1050—1060.

### Династія Стенкілів
- Стенкіль, 1060—1066;
- Ерік VII Стенкілссон, 1066-1067;
- Ерік VIII Поганин, 1066-1067;
- Гальстен Стенкілссон, 1067-1070;
- Гокан I Червоний, 1070-1079;
- Гальстен Стенкілссон та Інге I, 1079-1084;
- Блот-Свен, 1084-1087;
- Інге I, 1087-1105;
- Філіп Гальстенссон, 1105-1118;
- Інге II, 1118-1125;
- Рагнвальд Інгесон, 1125-1126;
- Магнус I Сильний, 1126-1130

### Рід Сверкерів і Еріків
- Сверкер I Старший, 1130—1156;
- Ерік IX , 1156—1160;
- Магнус II, 1160-1161;
- Карл VII, 1161—1167;
- Кнут I, 1167—1196;
- Сверкер II, 1196—1208;
- Ерік X, 1208—1216;
- Юган I, 1216—1222;
- Ерік XI, 1222—1229;
- Кнут II Довгий, 1229—1234;
- Ерік XI, 1234—1249.

### Династія Фолькунґів
- Біргер Магнуссон, регент, 1248—1266;
- Вальдемар I, 1250—1275;
- Магнус III, 1275—1290;
- Біргер Магнуссон, 1290—1319;
- Магнус IV, 1319—1363.
- Ерік XII, 1356-1359
- Гокон II, 1362-1364

### Династія Мекленбургів
- Альбрехт Мекленбурзький, 1363—1389.

### Королі та намісники Унії
- Маргарита I Данська, 1389—1412;
- Ерік XIII Померанський, 1396—1439,
- Енгельбрект Енгельбректсон, регент, 1435—1436;
- Карл VIII, регент, 1438—1440;
- Хрістоффер Баварський, 1440—1448;
- Карл VIII, 1448—1457, 1464—1465, 1467—1470;
- Кристіан I, 1457—1464;
- Стен Стуре Старший, регент, 1470—1497;
- Юган II, 1497—1501;
- Стен Стуре Старший, регент, 1501—1503;
- Сванте Нільссон, регент, 1504—1511;
- Стен Стуре Молодший, регент, 1512—1520;
- Кристіан II, 1520—1523.

### Династія Ваза
- Густав I Ваза, 1523—1560;
- Ерік XIV, 1560—1568;
- Юган III, 1568—1592;
- Сигізмунд I 1592—1599;
- Карл IX, 1599—1611 (регентом до 1604);
- Густав II Адольф, 1611—1632;
- Христина I, 1632—1654 (регентство, 1632—1644).

### Пфальц-Цвейбрюкенська династія
- Карл Х Густав, 1654—1660;
- Карл XI, 1660—1697 (регентство, 1660—1672);
- Карл XII, 1697—1718;
- Ульріка Елеонора, 1719—1720;

### Гесенська династія
- Фредерік I, 1720—1751.

### Гольштейн-Готторпська династія
- Адольф Фредерік, 1751—1771;
- Густав III, 1771—1792;
- Густав IV Адольф, 1792—1809 (регентство, 1792—1796);
- Карл XIII, 1809—1818.

### Династія Бернадотів
- Карл XIV Юхан, 1818—1844;
- Оскар I, 1844—1859;
- Карл XV, 1859—1872;
- Оскар II, 1872—1907;
- Густав V, 1907—1950;
- Густав VI Адольф, 1950—1973;
- Карл XVI Густав, з 1973.